# シスター・プリンセス
『シスター・プリンセス』（Sister Princess）は、『電撃G'sマガジン』（メディアワークス）の読者参加企画に端を発する一連のメディアミックス作品群の総称。通称「シスプリ」。

## 概要
12人の妹たちが、遠く離れて暮らす兄を思慕する様子を描いたものである。キャラクター設定および文は公野櫻子が、挿絵は天広直人が担当した。
シスター・プリンセスの起源は、『電撃G'sマガジン』1999年3月号に初掲載された誌上ゲーム『シスター・プリンセス 〜お兄ちゃん大好き♥〜』にまで遡る。この企画が同誌の読者に人気を博したため、後に誌上連載イラストストーリーも同時掲載されるようになった。また、同作品を元にした恋愛アドベンチャーゲームやテレビアニメ、ラジオ番組なども次々と企画され、一大メディアミックスへと発展していった。これらは、電撃G'sマガジン本誌掲載の誌上ゲームや誌上連載イラストストーリー（以下原作）の掲載時期にならい、時期ごとに「第1期」「第2期」「第3期」「第4期」と大別される。例えば、2001年4月からテレビ東京系列局などで放送されたテレビアニメ第1作目の『シスター♥プリンセス』は、時期的には第3期の作品である。
シスター・プリンセスの基本設定は全メディア一律ではなく、メディアごとに差異が見られる。原作においては、妹たちが兄と会うことを許されるのは基本的に「お兄ちゃんの日」だけであり、それ以外の日には兄に手紙またはメールを出しながら直接会える日が来るのを心待ちにしている。しかし、ゲーム版やアニメ版においてはこのような制限はあまり無く、原作に比べれば比較的自由に兄と会っている。特にアニメ第1作目においては「兄と12人の妹（プラス、実は妹ではないもう一人）たちの共同生活」がメインテーマになっており、「お兄ちゃんの日」という言葉は最終回以外では全く出てこない。
また、兄と妹の関係も各メディアでかなり異なっている。原作においては2人兄妹で、兄と妹一対一の関係で描かれているが、ゲーム版とアニメ版においては兄1人に対し妹が12人もいるという設定で、妹たちは姉妹のような間柄で描かれている。このゲーム版とアニメ版のギャルゲー的設定がインターネットサイト各所や同人誌二次創作などでブレイクし、ここで生まれた「12人の妹たち」という言葉がこの作品自体を象徴するものとなった。なお、原作もゲーム第1作目とアニメ第1作目のリリースに合わせて、一時的に12人の妹たちが一堂に集う設定にシフトしていたことがある。

## 登場人物
可憐（かれん）
ピアノが得意なお嬢様タイプの妹。
花穂（かほ）
チアリーディングをしているドジっ子の妹。
衛（まもる）
スポーツが得意なボーイッシュな妹。
咲耶（さくや）
オシャレが好きな小悪魔な妹。
雛子（ひなこ）
12人の中で最も小さい、素直で元気な妹。
鞠絵（まりえ）
本が好きで、遠慮深い妹。
白雪（しらゆき）
自分を「姫」と呼ぶ、料理好きな妹。
鈴凛（りんりん）
発明が趣味の、理系の妹。
千影（ちかげ）
魔法が使えるらしい、ミステリアスな妹。
春歌（はるか）
ドイツから来た、大和撫子な妹。
四葉（よつば）
イギリスから来た、自称名探偵な妹。
亞里亞（ありあ）
フランスから来た、泣き虫な妹。
兄（読者）
とある事情で妹（たち）とは離れ離れに暮らしていて、2か月に1度の「お兄ちゃんの日」にしか会えない。

## 本誌連載
大別して第1期から第4期までに分けられる。途中、単行本として発売された『キャラクターコレクション』全12巻は書き下ろし作であり、厳密には本誌連載ではないが、本項では発売時期から第2期に含める。

### 第1期（1999年3月号 - 2000年2月号）
電撃G'sマガジン1999年3月号で連載開始。前号の予告で明らかにされたのは「天広直人がキャラクターデザイン」というだけで内容については全く掲載されず、非常に突発的なスタートであった。この時点で登場した妹は可憐・花穂・衛・咲耶・雛子・鞠絵・白雪・鈴凛・千影の9人。特に白雪は髪型が違っていたり二人称が「あに兄」であるなど設定がかなり異なるが、4月号からは髪型と二人称が修正された。
当初は隔月連載の予定でスタートしたが、あまりにも読者の反響が大きかったため、急遽毎月連載に変更した上で誌上ゲームを展開した（SDキャラクター担当作画・霧賀ユキ）。その内容は、相手となる妹を1人選んでメール交換やお泊まり・料理・テニスなどをするというものであった。
この時点では、妹にはそれぞれ兄がいる「一対一の関係」が前提とされており、妹同士の横の繋がりは家族関係でなく交友関係と見られていた。妹たちの共通項は、どの妹も家庭の事情で兄とは離れて暮らしており、「お兄ちゃんの日」に限り兄と会えるという設定である。

### 第2期（2000年3月号 - 2001年4月号）
『電撃G'sマガジン』連載の読者参加企画としては過去最高の人気に支えられて、2000年3月号より誌上ゲームは第2期（セカンドステージ）へ移行するとともに、画 - 天広直人・文 - 公野櫻子のイラストストーリーの同時連載も開始した。それにともない、春歌・四葉・亞里亞の3人が従来までの9人に追加される形で新登場した。
また、同時期に同作品がゲーム化されることが決定したが、発表されたゲームの内容が「兄1人（プレイヤー）に対して妹12人」というおおよそ常識とかけ離れた内容だった。この章は、後に単行本『オリジナルストーリーズ』と題して刊行された。
一方、本誌連載のイラストストーリーと並行して、全12巻の書き下ろし単行本『キャラクターコレクション』と事実上の第1期総集編である『オフィシャルキャラクターズブック』がそれぞれ刊行された。特にキャラクターコレクションでは、第1巻冒頭から可憐が同級生の綾小路君に兄とは結婚できないことを指摘され、半泣きで彼に平手打ちを食らわせるなどの展開が繰り広げられた。
2000年3月号から、連載終了（2003年9月号）まで、『G's』本誌の表紙は、本作のイラストがメインとして起用されている。

### 第3期（2001年5月号 - 2002年4月号）
2001年3月8日のゲーム第1作目の発売と4月4日のアニメ第1作目の放送開始に前後して、同年5月号よりイラストストーリーの新章が開始された。ゲーム版のストーリーの延長線上で描かれたこの新章には、原作では初となる「兄1人に対して妹12人」の設定が持ち込まれた。また、妹同士が互いを呼び合う時は全て「 - ちゃん」付けであることが明らかになった。この章は、後に単行本『ポケットストーリーズ』と題して全4巻が刊行された。
しかし、アニメの方は製作段階から迷走。放送開始直前に『電撃Animation Magazine』が休刊に見舞われる不吉なスタートを切った上、監督が途中で交代するなどドタバタぶりが目立ち、さらには第12話で航がウニを踏んづけて溺れる場面から「ウニメ」なる蔑称を命名されるという始末であった。

### 第4期（2002年5月号 - 2003年8月号）
2002年4月号からのイラストストーリーの新章は再び一対一の関係へ戻り、「お兄ちゃんへの手紙」をテーマに連載を開始。この章は、後に単行本『Sincerely Yours』と題して刊行された。
2002年夏に再度のアニメ化が決定。その一方で、翌年春にゲーム第2作目が発売されるという事情も重なったため、折衷案的にAパートにてゲーム版のテーマ「兄1人に対して妹12人」を持ち込んだ作品を放送し、Bパートにて原作書き下ろし単行本『キャラクターコレクション』内のエピソードをアニメ化した作品を放送するという手法が採られた。こうして同年10月から始まったアニメ『シスター・プリンセス RePure』は放送を終了。2003年3月にはゲーム第2作目『Sister Princess 2』が発売され、本誌の連載は2003年8月号を以て終了した。

### 連載終了以降
『G's』での連載を終えた後も、本作は度々『G's』本誌内外で新規展開をしている。
イベント「電撃15年祭」（2007年）では妹たちを演じた桑谷夏子、望月久代、小林由美子、堀江由衣、神崎ちろ、かかずゆみ、テレビアニメ第2期主題歌を担当したcan/gooが登壇するステージイベントが行われ、その数か月後にテレビアニメ版のDVD-BOXが発売した。
イベント「電撃20年祭」（2012年）では完全新作の単行本「Brother's day」を刊行した他、同日開催の「DENGEKI MUSIC LIVE!!」で堀江がテレビアニメ第1期の主題歌を歌唱、また連動イベント「電撃20年祭 銀幕編」ではテレビアニメ版が上映され、桑谷、小林、プロデューサーの高野希義が登壇した。
『G's』2013年2月号では、天広直人描き下ろしイラストを使用したポスターが付録となった。
2017年3月にはテレビアニメ版BD-BOXが発売され、桑谷・望月によるラジオ特番や秋葉原での街頭広告、パネル展が行なわれるなどした。
イベント「KING SUPER LIVE 2018」（2018年）では、堀江が「Love Destiny」、can/gooが「まぼろし」、そして桑谷・望月・小林・水樹奈々がPritsとして「Sakura Revolution」「Private Emotion」を披露した。この4曲は連続して披露されたため、「シスター・プリンセスゾーン」と称したメディアもあった。
2018年10月から放送開始したテレビアニメ『俺が好きなのは妹だけど妹じゃない』第1話では、12人の妹たちに加え、テレビアニメ第1期に登場した眞深を含めた13人のキャラクターがゲスト出演した。『いもいも』の監督・キャラクターデザインを手掛けた古川博之は、本作のテレビアニメ第1期にて初めて原画をした縁もあり、このコラボレーションを提案したという。

#### 連載20周年
2019年1月30日をもって連載開始から20周年を迎えた記念に、以下の企画が行なわれた。
- 2019年
  - 1月30日 - 『G's』2019年3月号にて特集を掲載。
  - 2月28日 - 前述の『いもいも』の登場シーンを使用した新作グッズの注文受付開始（3月29日まで）。
  - 3月30日 - 「Brother's Day」の電子書籍版を配信開始。
  - 9月9日 - YouTubeに専用チャンネルを開設。同日より毎日1話ずつ、アニメ版を配信。
  - 9月23日 - シスター・プリンセス20周年VTuberプロジェクト開始（詳細は#VTuberプロジェクトを参照）。以降、『G's』誌上で毎月特集が組まれるようになる。
- 2020年
  - 6月30日 - 関連書籍25冊を電子書籍として再販[8]。

#### 連載25周年
連載25周年を迎えた2024年4月19日、25周年記念プロジェクト始動決定を発表。クラウドファンディングや千影の3Dモデル製作などを予定していることが明かされた。

### 関連書籍（原作）
ここでは、いわゆる「原作」と呼ばれるタイトルを挙げる。全てメディアワークスまたはアスキー・メディアワークスから発売。ここに挙げた以外の関連書籍については#ゲーム、#テレビアニメ、シスター・プリンセス RePure#関連商品を参照。
電撃G's PREMIUM シスター・プリンセス 〜お兄ちゃん大好き♥〜 オフィシャルキャラクターズブック
2000年7月29日発売、ISBN 4-8402-1607-X
電撃G'sマガジン キャラクターコレクション シスター・プリンセス 〜お兄ちゃん大好き♥〜
1. 可憐 - 2000年11月30日発売、ISBN 4-8402-1717-3
2. 花穂 - 2000年11月30日発売、ISBN 4-8402-1718-1
3. 衛 - 2000年11月30日発売、ISBN 4-8402-1719-X
4. 咲耶 - 2001年2月28日発売、ISBN 4-8402-1750-5
5. 雛子 - 2001年2月28日発売、ISBN 4-8402-1751-3
6. 鞠絵 - 2001年2月28日発売、ISBN 4-8402-1752-1
7. 白雪 - 2001年3月8日発売、ISBN 4-8402-1789-0
8. 鈴凛 - 2001年3月8日発売、ISBN 4-8402-1790-4
9. 千影 - 2001年3月8日発売、ISBN 4-8402-1791-2
10. 春歌 - 2001年4月28日発売、ISBN 4-8402-1803-X
11. 四葉 - 2001年4月28日発売、ISBN 4-8402-1804-8
12. 亞里亞 - 2001年4月28日発売、ISBN 4-8402-1805-6

電撃G's PREMIUM シスター・プリンセス 〜お兄ちゃん大好き♥〜 オリジナルストーリーズ
2001年7月30日発売、ISBN 4-8402-1902-8
電撃G'sマガジン キャラクターコレクション シスター・プリンセス 〜お兄ちゃん大好き♥〜 ポケットストーリーズ
1. 2001年12月20日発売、ISBN 4-8402-1969-9
2. 2002年2月28日発売、ISBN 4-8402-2083-2
3. 2002年4月30日発売、ISBN 4-8402-2120-0
4. 2002年6月28日発売、ISBN 4-8402-2136-7

電撃G's PREMIUM シスター・プリンセス 〜お兄ちゃん大好き♥〜 Sincerely Yours
2004年2月28日発売、ISBN 4-8402-2645-8
Sister Princess 〜Brother's Day〜
2012年10月20日発売。電撃20年祭会場で販売された書籍であり、一般の書店には流通しないことからISBNは無い。2019年3月30日に電子書籍化された。

## ゲーム
メディアワークスより5タイトル、マーベラスエンターテイメント（現・マーベラス）より1タイトルが発売されている。なお、これ以外にもWindows 95からWindows XPまでのOSに対応の『タイピング シスター・プリンセス』（4タイトル）という製品が制作されていたが、こちらは発売中止になっている。理由については「世界観の不一致」であるという。

### Sister Princess
2001年3月8日にメディアワークスより発売。開発はSTACKが担当。対応機種はPlayStationで、ジャンルは恋愛アドベンチャーゲーム。2002年3月28日には『Sister Princess PREMIUM EDITION』のタイトルでドリームキャスト版が発売されている。累計販売数は16万本
シリーズで初めて、「兄1人（プレイヤー）に対して妹12人」という設定が持ち込まれ、プレイヤーはバレンタインデー直前の2月11日から1か月の間に12人の妹たちとメール交換をしながら街中で会ったり、「お兄ちゃんの日」に自宅へ妹を呼んだりしながらストーリーを進めて行く。
ストーリーは、9人の妹たちが帰国子女である春歌・四葉・亞里亞の3人の歓迎会を開く場面から始まる。それぞれの妹が実妹（血縁）か義妹（非血縁）かはプレイヤーの選択肢によって変化するという思い切ったシステムが採用されており、12人それぞれに、血縁・非血縁×ベスト・グッドの4種エンディングが用意されているため、総エンディング数は48（誰ともエンディングを迎えないバッドエンディングを含めて49）と非常に多い。
また、PocketStation（DC版はビジュアルメモリ）対応でミニゲーム（内容は「後ろの正面だあれ?」）がプレイ可能。

### Sister Princess 〜ピュア・ストーリーズ〜
2001年12月13日にメディアワークスより発売。対応機種はPlayStationで、ドリームキャスト版は前作の『PREMIUM EDITION』に合本として収録されている。
前作を補完するファンディスク的な要素が強いために、正規の続編ではなく番外編的な扱いになっている。
クリスマス・ストーリー
兄と12人の妹たちが一堂に集い、彼らがクリスマスパーティーを開くまでを描いたアドベンチャーゲーム。
バレンタイン・ストーリー
前作のダイジェストを「妹視点」で描くアドベンチャーゲーム。
ミニプリコーナー
各種のミニゲーム（神経衰弱・15パズルなど）や、本誌連載のCGギャラリーが収録されている。

### Sister Princess 2
2003年3月20日にメディアワークスより発売。前作と同様に、開発はSTACKが担当。対応機種はPlayStation。ゲームシステムは基本的に前作と同じだが、バックログ機能の追加など多少の改善がなされている。
ストーリーは、前作から1年半弱が経過した7月25日からの夏休みの1か月間を描く。前作では描かれなかった、妹の誕生日（本作は8月15日の雛子）のイベントが存在する。また、前作と比較し、複数人の妹が同一イベント上で登場するシチュエーションが少なくなっている。

### Sister Princess 2 PREMIUM FAN DISC
本誌連載終了後の2003年11月13日にメディアワークスより発売。対応機種はPlayStation。『ピュア・ストーリーズ』と同じく、ゲーム本編を補完する番外編的な意味合いが強い作品である。
初回限定特典は『プレミアムムービーDVD』で、前作『Sister Princess 2』のオープニングムービーやアニメ『RePure』内で放送された同作品のCM、電撃G'sマガジン本誌での広告、その他の各種プロモーション映像などが収録されている。
スプリング・ストーリー
兄と12人の妹たちの春休みを描いたアドベンチャーゲーム。内容は『ピュア・ストーリーズ』に収録のクリスマス・ストーリーよりも長めに設定されており、より楽しめるものになっている。
サマー・ストーリー
前作のシナリオを「妹視点」の回想で描くアドベンチャーゲーム。
ギャラリーモード・BGMモード
本編のイベント回想モードが収録されている。

### 関連書籍（ゲーム）
全てメディアワークスから発売。なお、ゲーム内に登場するエピソードの一部は、公野櫻子がゲームのシナリオ用に書き下ろしたプロットを用いて『GAME STORIES』のタイトルで書籍化されている（同シリーズのイラストは、天広直人でなく後藤潤二が担当）。PS one Books版『Sister Princess』の説明書に第3巻、第4巻が2003年春発売予定との記述があったが、発売されることはなかった。
電撃G's PREMIUM Sister Princess ビジュアル & 完全攻略ブック
2001年3月8日発売、ISBN 4-8402-1794-7
電撃G's PREMIUM Sister Princess 2 ビジュアル & 完全攻略ブック
2003年3月20日発売、ISBN 4-8402-2352-1
電撃G'sマガジン キャラクターコレクション シスター・プリンセス GAME STORIES
1. 2002年11月30日発売、ISBN 4-8402-2233-9
2. 2002年12月24日発売、ISBN 4-8402-2245-2

## テレビアニメ
テレビ東京系列を中心に、『シスター♥プリンセス』と『シスター・プリンセス RePure』の2作品が放送された。

### シスター♥プリンセス
一部テレビ東京系列局と一部系列外局にて放送された作品で、キー局のテレビ東京では2001年4月4日から同年9月26日まで放送。全26話。初回放送1週間前の2001年3月28日には、テレビ東京で『シスター♥プリンセス 前夜祭』が放送されている。この特番では、製作発表記者会見の様子や担当声優へのインタビューなどが放送された。2017年3月のBD-BOX発売に先駆け、2016年12月20日よりキッズステーションにてHDリマスター版が放送されることが、同年10月18日に発表された。
このアニメは「兄1人に対し妹が12人」という点はゲーム版と同様だが、それ以外は原作ともゲーム版ともほとんど共通点が見られなく、独自のキャラクターも多数登場している。作画については、テレビ放送後に順次発売されたDVD版で修正された箇所が多数ある。

#### あらすじ
進学塾のナンバー1でありながら高校受験に失敗した海神航は父親に代わって自分の世話をしてくれたじいやとも別れ、途方に暮れていた。ところが、突然現れた黒服の男たちに「星見が丘西学園」への推薦入学が決まったと告げられ、学園のある「プロミストアイランド」と呼ばれる島へ引っ越すことに。
船上でやはり新学期から同じ学園に入学するという山田太郎と眞深の2人と知り合った航は、島の船着き場で桟橋へ飛び移り損ねて溺れてしまうが、見知らぬ少女のおかげで命拾いする。その後、街で3人の少女たちと出会い、さらに助けてくれた少女とも再会し、彼女たちがいるなら島の生活も楽しみだと思うようになる。
だが、新居で航を待ち受けていたのは、街で出会った少女たち――可憐・咲耶・花穂・雛子の4人だった。しかも、この4人全員が航の妹であるという事実を告げられ、航は困惑する。さらに翌日、衛・鞠絵・白雪・鈴凛・千影・春歌・四葉・亞里亞と名乗る妹が続々と登場した上、船に同乗していた眞深まで航の妹であると名乗り、数奇な運命の許に集った14人の共同生活が始まる。
慣れない共同生活にとまどっていた航だが、妹たちの純真な想いや数々の出来事により、次第に兄として成長していく。
やがて妹たちとの生活が丸一年を迎えようとした頃、東京時代の親友・燦緒が来島し、航の志望校不合格は書類ミスによるものであり、希望すれば4月から2年生として編入できることが告げられる。東京と島の間で揺れる航を、燦緒は半ば強引に東京へ連れ戻す。そこで航は、プロミストアイランドでの妹たちとの生活も、父親の考えによるものであることを知る。周囲に振り回されていることを知った航は、燦緒に連れられて志望校へ行こうとするが、追い駆けてきた眞深の説得によって、勉強やエリートとしての人生よりも大切なものが島での生活にあると思い直し、編入しないことを決めた。
島に戻った航を妹たちが出迎える。本当は航の妹ではなく燦緒の妹であり、航を連れ戻す役割を負っていたことが知られた眞深は戻ってこなかったが、新学期を迎えた星見が丘西学園に、眞深と燦緒が編入生としてやってくる。新たな仲間を迎えたプロミストアイランドで、航たちの新たな生活が始まるのだった。

#### スタッフ
- 監督 - 大畑清隆（第1話 - 第12話）→伊灘郁志（第13話 - 第26話）
- 助監督 - 下田屋つばめ
- シリーズ構成 - あみやまさはる
- キャラクターデザイン - 新田靖成
- デザイン→デザインワークス - 橋本英樹（第1話 - 第13話）、須藤裕子、志田ただし（第14話 - 第26話）
- チーフ演出 - アサミマツオ（第14話 - 第26話）
- 美術監督 - 針生勝文
- 色彩設定 - 海鋒重信
- 舞台監督 - きむらひでふみ
- 編集 - 関一彦
- 撮影監督 - 谷内潤
- 音響監督 - 千葉繁
- 音楽 - 服部隆之
- 音楽製作 - スターチャイルドレコード
- プロデューサー - 高野希義、森山敦、渡辺和哉、川崎とも子
- アニメーションプロデューサー - 八木充夫
- 制作協力 - ガンジス
- アニメーション制作 - ゼクシズ
- 製作 - シスプリ製作委員会（メディアワークス、キングレコード、ブロッコリー）、読売広告社

#### 主題歌
オープニングテーマ「Love Destiny」
作詞・作曲 - 伊藤千夏 / 編曲 - 小林信吾 / 歌 - 堀江由衣
エンディングテーマ「翼」
作詞 - 有森聡美 / 作曲 - 池田浩雄 / 編曲 - 太田美知彦 / 歌 - 堀江由衣

#### タイトルリスト
| 話数 | サブタイトル                 | 脚本           | 絵コンテ                       | 演出                    | 作画監督          |
| ---- | ---------------------------- | -------------- | ------------------------------ | ----------------------- | ----------------- |
| 1    | 僕のグラデュエーション       | あみやまさはる | 大畑清隆                       | 下田屋つばめ            | 志田ただし        |
| 2    | お兄ちゃん、大好き!          | あみやまさはる | 池端隆史                       | のがみかずお            | 小林理            |
| 3    | お兄様といっしょ             | 滝晃一         | 松本淳                         | 薮下昌二                | 志田ただし        |
| 4    | くまさんどこ?                | あみやまさはる | 岩崎良明                       | 笠麻美                  | 小原充            |
| 5    | アニキとメール＼（^◇^）／    | 佐藤勝一       | 大畑清隆 下田屋つばめ          | 蓮尾廣輝                | 山田一郎          |
| 6    | お兄ちゃんは王子様♥          | 堀井明子       | 池端隆史                       | 渡辺健一郎              | 志田ただし        |
| 7    | 恋する季節                   | 滝晃一         | 松本淳                         | 山内東生雄              | 小林理 大河原晴男 |
| 8    | いつの日かふたりで           | あみやまさはる | 破荒汰                         | 冬川岬                  | 高瀬言            |
| 9    | 夏がきました                 | 佐藤勝一       | 幹樹昴                         | 水無月弥生              | 関口雅弘 小林理   |
| 10   | 頑張って、あにぃ!            | 佐藤勝一       | 岩崎良明                       | 蓮尾廣輝                | 長谷川和美        |
| 11   | アニキとシークレットツアー   | 滝晃一         | 岩崎良明 大畑清隆              | 藤本義孝                | 飯飼一幸          |
| 12   | バカンスはラブよ             | 滝晃一         | 松本淳                         | 山内東生雄              | 志田ただし        |
| 13   | お兄ちゃんとの夏             | 佐藤勝一       | 下田屋つばめ 水無月弥生        | アサミマツオ            | 志田ただし        |
| 14   | 本当のキモチ♥                | あみやまさはる | 夷一 嵯峨敏                    | 横山広実                | 服部憲知          |
| 15   | 亞里亞のおリボン             | 佐藤勝一       | 岩崎良明                       | 蓮尾廣輝                | 長谷川和美        |
| 16   | 花穂、がんばっちゃう!        | 滝晃一         | 幹樹昴                         | 江島奏男                | 大河原晴男        |
| 17   | おキューですわ……ポッ♥        | 彩乃小路       | 嵯峨敏                         | 嵯峨敏                  | 志田ただし        |
| 18   | ……永久の……契りを……           | 滝晃一         | 幹樹昴 水無月弥生              | 藤本義孝                | 飯飼一幸          |
| 19   | 愛のお弁当ですのっ           | 佐藤勝一       | 高橋丈夫                       | 横山広実                | 服部憲知          |
| 20   | Christmas Love Destiny       | 彩乃小路       | 破荒汰 岩崎良明                | アサミマツオ            | 飯飼一幸          |
| 21   | アニキにme two＼（^o^）／〜♥ | あみやまさはる | 幹樹昴 松本淳                  | 水無月弥生              | 志田ただし        |
| 22   | 兄チャマ、チェキデス♥        | 滝晃一         | 夷一 幹樹昴                    | 藤本義孝                | 飯飼一幸          |
| 23   | はじめてのお客様             | あみやまさはる | 池端隆史 幹樹昴                | 木村寛                  | 長森佳容          |
| 24   | さよならの予感               | 佐藤勝一       | 破荒汰 島津奔                  | アサミマツオ            | 浦野達也 佐野英敏 |
| 25   | あいたい…お兄ちゃん          | 滝晃一         | 岩崎良明                       | 藤本義孝                | 志田ただし        |
| 26   | 約束の島                     | あみやまさはる | 島津奔 水無月弥生 下田屋つばめ | 水無月弥生 下田屋つばめ | 新田靖成          |

#### 放送局
| 放送地域   | 放送局       | 放送期間                | 放送日時           | 放送系列       |
| ---------- | ------------ | ----------------------- | ------------------ | -------------- |
| 関東広域圏 | テレビ東京   | 2001年4月4日 - 9月26日  | 水曜 24:45 - 25:15 | テレビ東京系列 |
| 大阪府     | テレビ大阪   | 2001年4月4日 - 9月26日  | 水曜 24:45 - 25:15 | テレビ東京系列 |
| 愛知県     | テレビ愛知   | 2001年4月5日 - 9月27日  | 木曜 25:15 - 25:45 | テレビ東京系列 |
| 奈良県     | 奈良テレビ   | 2001年4月14日 - 10月6日 | 土曜 25:15 - 25:15 | 独立UHF局      |
| 愛媛県     | 南海放送     | 2001年4月16日 - 10月8日 | 月曜 25:50 - 26:20 | 日本テレビ系列 |
| 和歌山県   | テレビ和歌山 | 2001年4月17日 - 10月9日 | 火曜 25:10 - 25:40 | 独立UHF局      |

#### 作品収録メディア
日本国内ではキングレコードから以下の収録メディアが発売されている。
シスター♥プリンセス -the Eve-
2001年8月発売、DVD全1巻
2001年2月11日開催のライブイベント「バレンタインパーティー」および、同年3月28日放送の『シスター♥プリンセス 前夜祭』を収録。
シスター♥プリンセス
2001年11月 - 2002年7月発売、DVD全9巻・VHS全9巻
シスター・プリンセス & シスター・プリンセス リピュア
2005年11月 - 2006年5月発売、UMD全7巻
アニメ第1作目と第2作目の合本。
シスター・プリンセス & シスター・プリンセス RePure FOREVER PRINCESS BOX
2008年2月14日発売
アニメ第1作目と第2作目を収録したDVD BOX。全13枚組。
シスター・プリンセス 15th Anniversary Blu-ray BOX
2017年3月1日発売
アニメ第1作目と第2作目の合本のBD BOX。タイトル通り、アニメシリーズ15周年記念として発売された。全映像がHDリマスター化されている。
また、日本国外ではADVフィルムから同作品の北米版『Sister Princess』収録メディアが発売されている。
Sister Princess
2004年10月 - 2005年8月発売、DVD全7巻（6巻・7巻のみ3話収録、他は4話ずつ収録）
各巻には以下の副題が付けられている。
1. Sister Princess -Oh, Brother!-
2. Sister Princess -Sibling Revelry-
3. Sister Princess -Sisters and Sunshine-
4. Sister Princess -Brotherly Love-
5. Sister Princess -Gifts from the Heart-
6. Sister Princess -One Big Happy Family-
7. Sister Princess -Brother, Where Art Thou?-

そして、e-kids社からは同作品の香港・台湾版『妹妹公主』収録メディアが発売されている。
妹妹公主
2002年発売、DVD全9巻・VCD全13巻
なお、北米版および香港・台湾版収録メディアにおける12人の妹たち（+1人）の兄に対しての呼び方は以下のようになっている。
|        | 日本版     | 北米版          | 香港・台湾版 |
| ------ | ---------- | --------------- | ------------ |
| 可憐   | お兄ちゃん | big brother     | 哥哥         |
| 花穂   | お兄ちゃま | brother         | 哥哥         |
| 衛     | あにぃ     | big bro         | 老哥         |
| 咲耶   | お兄様     | dear brother    | 哥哥         |
| 雛子   | おにいたま | bro-bro         | 哥哥         |
| 鞠絵   | 兄上様     | brother mine    | 哥哥殿下     |
| 白雪   | にいさま   | elder brother   | 哥哥         |
| 鈴凛   | アニキ     | bro             | 老哥         |
| 千影   | 兄くん     | brother darling | 大哥         |
| 春歌   | 兄君さま   | beloved brother | 哥哥大人     |
| 四葉   | 兄チャマ   | brother dearest | 哥哥         |
| 亞里亞 | 兄や       | mon frère       | 哥哥         |
| 眞深   | あんちゃん | bud             | 哥哥         |

| テレビ東京 水曜24:45枠                                               | テレビ東京 水曜24:45枠                               | テレビ東京 水曜24:45枠                                                      |
| 前番組                                                               | 番組名                                               | 次番組                                                                      |
| -------------------------------------------------------------------- | ---------------------------------------------------- | --------------------------------------------------------------------------- |
| 真ゲッターロボ 世界最後の日（OVA） （2001年1月17日 - 2001年3月21日） | シスター♥プリンセス （2001年4月4日 - 2001年9月26日） | 機動警察パトレイバー レイバーセレクション （2001年10月3日 - 2002年3月27日） |

### 関連書籍（アニメ）
メディアワークスから発売。
Dセレクション アニメ シスター♥プリンセス 完全ビジュアルブック
2002年2月発売、ISBN 4-8402-2042-5

## ラジオ番組
シスター・プリンセス〜お兄ちゃんといっしょ
キーステーション - 文化放送、2001年10月 - 2002年10月
電撃G's Radio内の一部コーナー
キーステーション - 文化放送、2002年10月 - 2004年6月

## CD

### 原作関連
- シスター・プリンセス 〜12人の天使たち〜（2001年2月7日発売、キングレコード）
- VOICE CD Sister Princess〜お兄ちゃん大好き♥〜 シリーズ（キングレコード）
  - 後述の「Sweet Good Night」と同一内容。ジャケットはシンボルマーク以外、既存のフォントでタイトルを打ったシンプルなもの。
- Sister Princess〜お兄ちゃん大好き♥〜 ラジオドラマ収録CD（電撃G'sマガジン誌上にて通販を実施、全6巻）
  - 「Sweet Good Night」「My Little Wish」「Dream of you」各2巻ずつ。ジャケットは前述のキャラクターコレクション表紙絵柄と同一で、ブックレットの表紙と裏表紙に使用。

### ゲーム関連
- MELODY/shining★star（SISTER PRINCESS[メンバー 1]、2001年1月24日発売、ランティス）
- DREAMIN'/LOVE BLOOM（伊藤真澄、2001年2月発売、ランティス）
  - Pure Melody
  - DREAMIN'（伊藤真澄）
  - 告白
  - LOVE BLOOM（伊藤真澄）
  - sentimental
  - Melody（unplugged）（伊藤真澄）
  - Good Night
- Sister Princess OriginalSoundtrack PLUS（2001年3月21日発売、ランティス）
- 瞳の中に（2001年12月29日発売、ランティス）
  - 瞳の中に（伊藤真澄）
  - MELODY（伊藤真澄）
- LOVE FLOWERS（SISTER PRINCESS[メンバー 1]、2003年3月26日発売、ランティス）
- Sister Princess 2 ヴォーカル＆オリジナルサウンドトラック Angelhood（2003年5月21日発売、ランティス）
- そらいろFairy（SISTER PRINCESS[メンバー 1]、2003年12月26日発売、ランティス）

### アニメ関連
- Prologue of Sister Princess 〜Dear My Brother〜（2001年4月4日発売、スターチャイルド）
- Love Destiny（堀江由衣、2001年5月16日発売、スターチャイルド）
- 笑顔がNo.1!やっぱりネ（2001年7月4日発売、スターチャイルド）
- Sister Princess Original Sound Track Angel Jukebox（2001年8月29日発売、スターチャイルド）
- Sister Princess Kaleidoscope（2001年9月29日発売、スターチャイルド）
- シスター・プリンセス&シスター・プリンセス Re Pure X'mas Song Collection（2003年12月21日）
- Sister Princess Official Fan Club Message CD
  - オフィシャルファンクラブのバリュー会員にのみ配布された。アニメ本編の台詞を一部抜粋し、新録音した内容となっている。一部、収録順序に誤りがあり、後日修正版が配布された。

### Prits
- Sakura Revolution（2002年1月1日発売、スターチャイルド）
- 告白“決めてよ!”（2002年2月1日発売、スターチャイルド）
- Private Emotion（2002年3月1日発売、スターチャイルド）
- cherry blossom（2002年12月25日発売、スターチャイルド）

### VTuber関連
- SONG LETTER 〜大好きなお兄ちゃんへ♡〜（Vチューバー【可憐】、2020年2月12日発売、キングレコード）

## その他のメディア展開

### 漫画
シスター♥プリンセス 〜12の約束〜
作画 - 壱河きづく、『月刊コミック電撃大王』2001年6+7月号から2002年10月号まで連載。未単行本化作品。
内容はアニメ『シスター♥プリンセス』に準拠。16号中9号に掲載、7号は休載（内、休載告知掲載が3号）。最終号（2002年10月号）では休載と共に、加筆による単行本出版を告知。

### PC用ソフト
シスター♥プリンセス デスクトップアクセサリー
2001年11月発売、マーベラスエンターテイメント
シスター♥プリンセス デスクトップアクセサリー 2 マテリアルコレクション
2002年7月発売、M3エンターテイメント

### キャラクターグッズ
ポスター、トレーディングカード、ぬいぐるみ、ガレージキットなど、メディアワークス公認・非公認のものを含め多数のグッズが発売ないしは頒布されている。

### コラボレーション
- 住めば都のコスモス荘 - 2003年に放送されたテレビアニメ版第8話にて、劇中ゲーム『Thirteen Sisters』のキャラクターとして、12人の妹たちに加え、本作テレビアニメ版第1期に登場した眞深が登場した。可憐役の桑谷夏子と雛子役の千葉千恵巳が全員の声を担当した。
- マリッジロワイヤル - 2010年に発売されたゲーム版にて、劇中ゲームのキャラクターとして、可憐が登場した（文章上のみで、絵はなし）。同作に登場するキャラクター・美宇は、桑谷夏子が演じており、可憐の声も桑谷が担当した。
- 俺が好きなのは妹だけど妹じゃない - 2018年のテレビアニメ版第1話にて、主人公が見た夢のキャラクターとして、12人の妹たちに加え、本作テレビアニメ版第1期に登場した眞深が登場した。全員、オリジナルキャストが声を担当した。

### VTuberプロジェクト
正式なプロジェクト名は「シスター・プリンセス20周年VTuberプロジェクト」。2019年、1999年の企画開始から20周年を迎えたことを記念して始まった、妹たちをバーチャルYouTuberとして活動させるプロジェクト。単独での生配信の他、ファンクラブでの静止画・音声・動画コンテンツの配信、グッズ販売、ライブを含めたアーティスト活動、他のVTuberや企業とのコラボレーションが行なわれた。2021年10月1日の生配信番組をもって活動休止となった。
2024年、企画開始から25周年を迎えたことを記念し、「シスター・プリンセス25周年VTuberプロジェクト」として活動を再開した。

#### 沿革
2019年9月23日（可憐の誕生日）から、毎週月曜、バーチャルYouTuberとなった可憐が『VTuber可憐の「シスタープリンセス～お兄ちゃん♡大好き～」』という番組を生配信。
2019年12月にVTuber咲耶デビューが発表され、2020年1月より活動開始。2020年4月には花穂が3人目のVTuberとしてデビューすることが発表され、同年5月より活動開始。
2020年9月にVTuber衛とVTuber亞里亞のデビューと、5人でのバーチャルライブを目標にクラウドファンディングが開始され、プロジェクト目標を大きく超え達成された。最終的な支援総額は53,473,175円。翌2021年2月14日にライブが開催され、同日にVTuber衛とVTuber亞里亞がデビューとなった。
2021年5月29日にクラウドファンディング特典であるVTuber可憐の水着ライブをSHOWSTAGEにて開催。8月15日にプロジェクトの活動休止が発表され、9月23日に5人のVTuberによるオンラインライブを開催、10月1日の生配信をもって活動休止となった。12月25日、アニメ主題歌やVTuberプロジェクトで楽曲制作に協力したcan/gooのライブイベント「Merry X’mas & Happy 20 year」にVTuber可憐がゲスト出演した。
2022年2月16日、クラウドファンディングのストレッチゴールの目標達成により制作決定したフルアルバム「シスター・プリンセス VTuber project ～song♥collection～」を発売。11月から12月にかけて開催されたcan/gooのライブイベント「デビュー20周年記念！メモリアルアルバム発売ライブツアー」にVTuber可憐が再びゲスト出演した。
2024年6月28日、連載25周年を迎えることを記念した「25周年記念プロジェクト」の開始を発表。新たに妹「千影」の3Dモデル化、AR・MRコンテンツ「HoloModels（ホロモデル）」の制作、バーチャル空間（VRChatを想定）「北のはなれ」の制作、妹たちによるシスプリバーチャルライブ開催を目的としたクラウドファンディングが実施された。
同年8月12日、クラウドファンディングの支援総額が目標金額2000万円を達成。ストレッチゴールとして、四葉、鈴凛の3Dモデル化、2人を含む7人のVTuber妹の水着衣装の制作が設定された。
同年8月30日、最後のストレッチゴールである鈴凛の水着衣装制作（達成目標金額5100万円）を超えて、最終的に20周年プロジェクトのクラウドファンディングを超える73,079,928円の支援を集めた。
同年9月からは、Vtuber可憐による定期生配信を再開。ペースは月1回となり、毎月、『シスプリ』の妹たちの誕生日に合わせている。一部の回には他の妹がゲスト出演しており、3Dモデルがある妹はそれを、ない妹はテレビアニメ版DVDに使用された立ち絵を用いている{。

#### VTuber妹一覧
丸括弧内の日付はデビュー日。
- VTuber可憐　（2019年9月23日[28]）
- VTuber咲耶　（2020年1月20日[29]）
- VTuber花穂　（2020年5月25日[30]）
- VTuber衛　（2021年2月14日[31]）
- VTuber亞里亞（2021年2月14日[31]）
- VTuber千影
- VTuber四葉
- VTuber鈴凛

#### 企業案件
- スマホもしも保険（ヤマトロジスティクス）[32]